# Tervola
Tervola ([ˈtɛrvɔlɑ]) es municipio de Finlandia. Se encuentra en la provincia de Laponia. Cubre un área de 1559.73 km² de los cuales 32.29 km² son agua. La densidad de población es de 2.06 por cada kilómetro cuadrado.
Sus municipios vecinos son Keminmaa, Ranua, Rovaniemi, Simo, Tornio y Ylitornio.

## Geografía
El municipio de Tervola está situado entre los pueblos de Rovaniemi (a 70 km) y Kemi (a 45 km), pasando el río Kemijoki. La comuna está rodeada por los municipios vecinos de Simo y Keminmaa al sur, Tornio al oeste, Rovaniemi al norte y Ranua al este.

## Demografía
| Gráfica de evolución de Tervola entre 1880 y 2020 |
|                                                   |
| Fuente: Tilastokeskus.                            |

## Galería

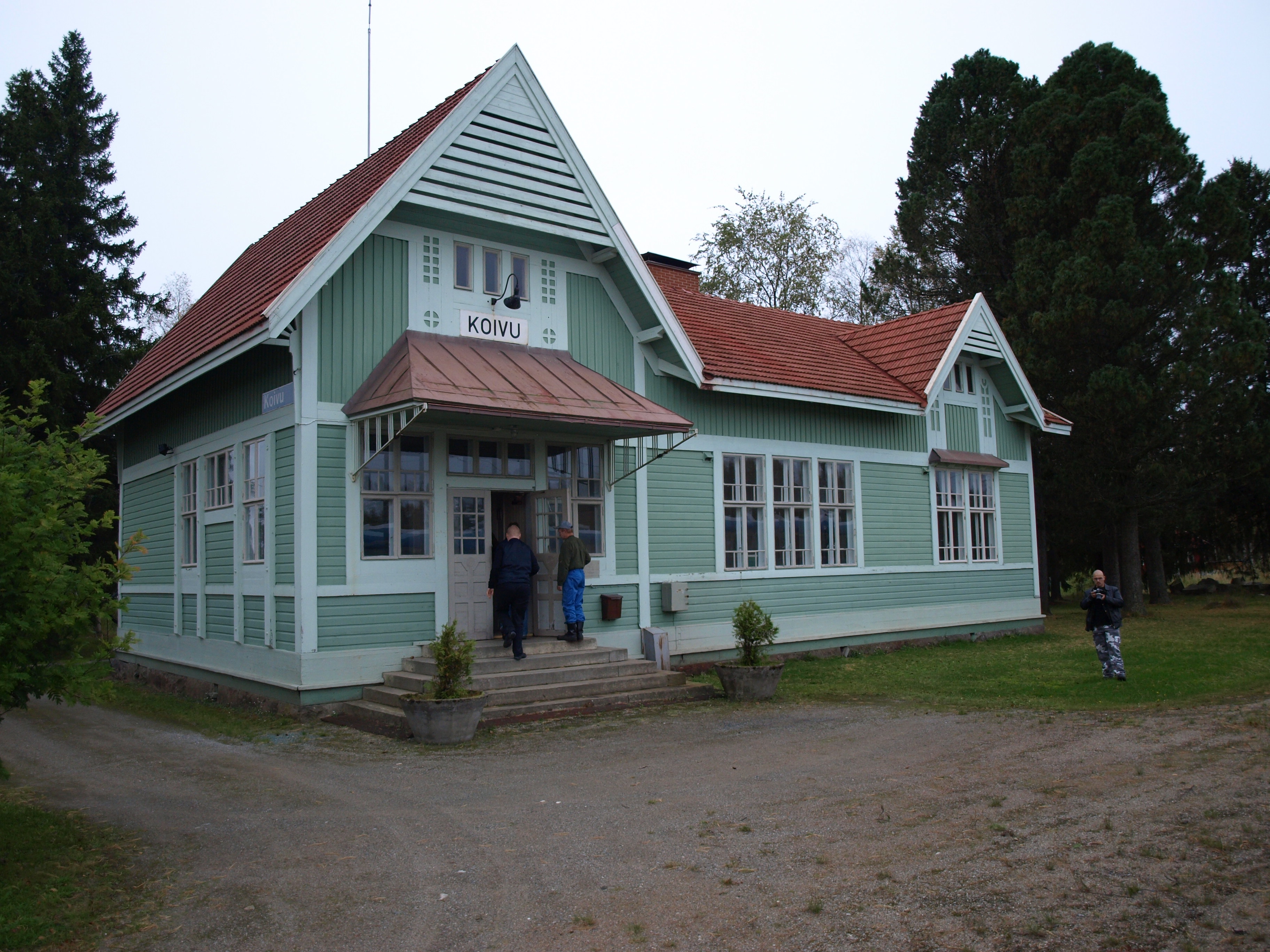
La estación de trenes de Koivu
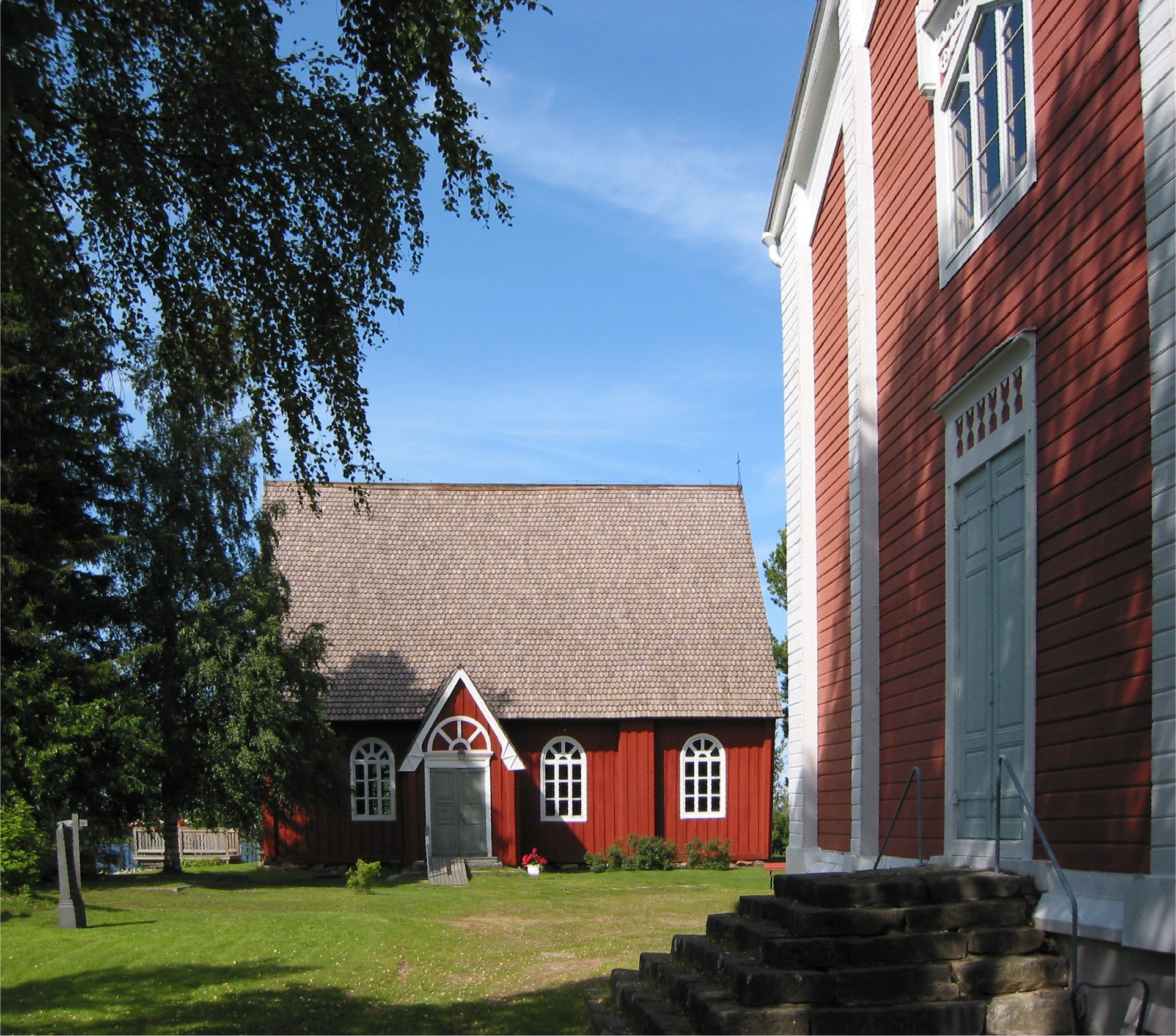
La antigua iglesia de Tervola.
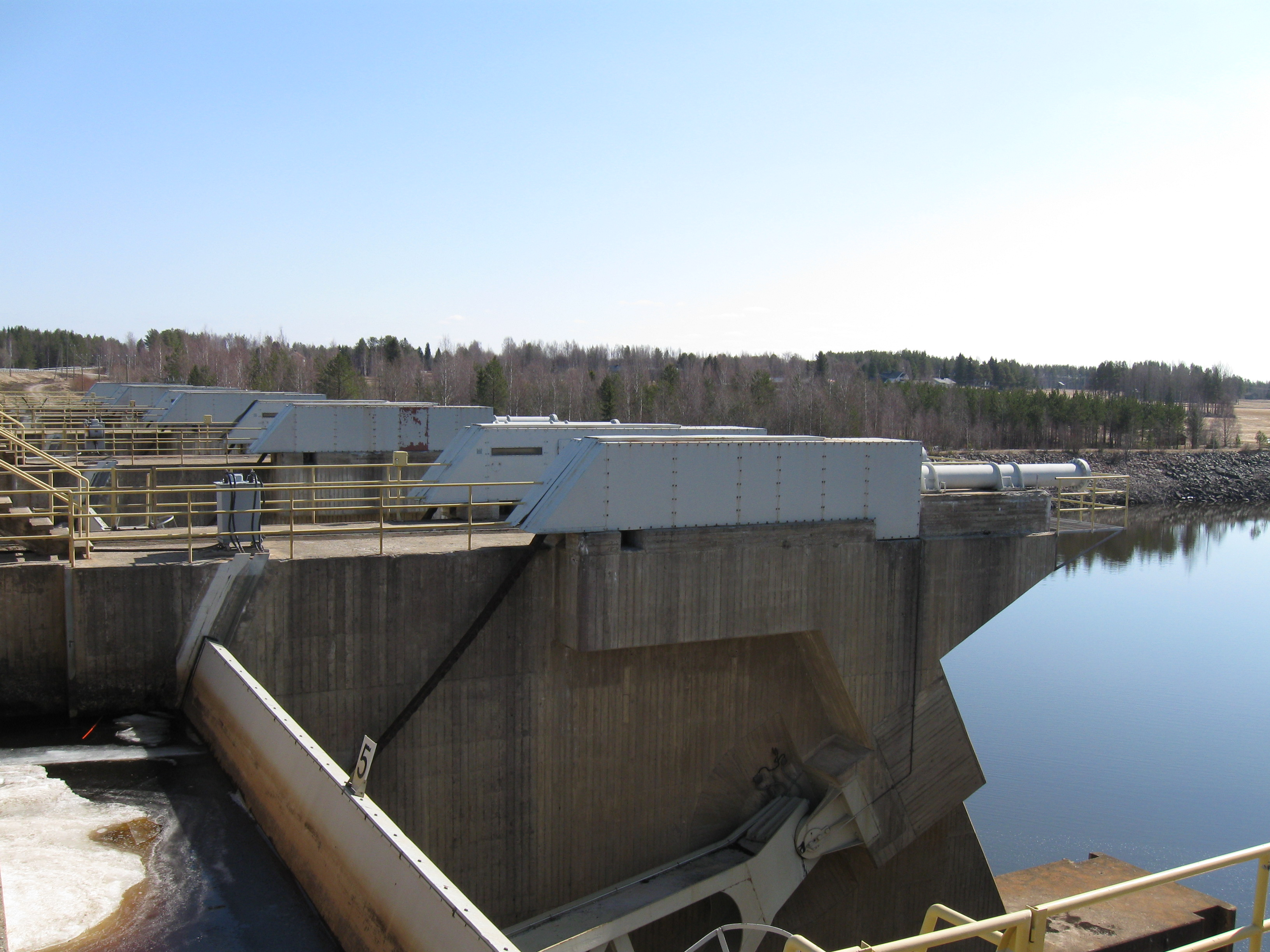
La central hidroeléctrica de Ossauskoski en Tervola.
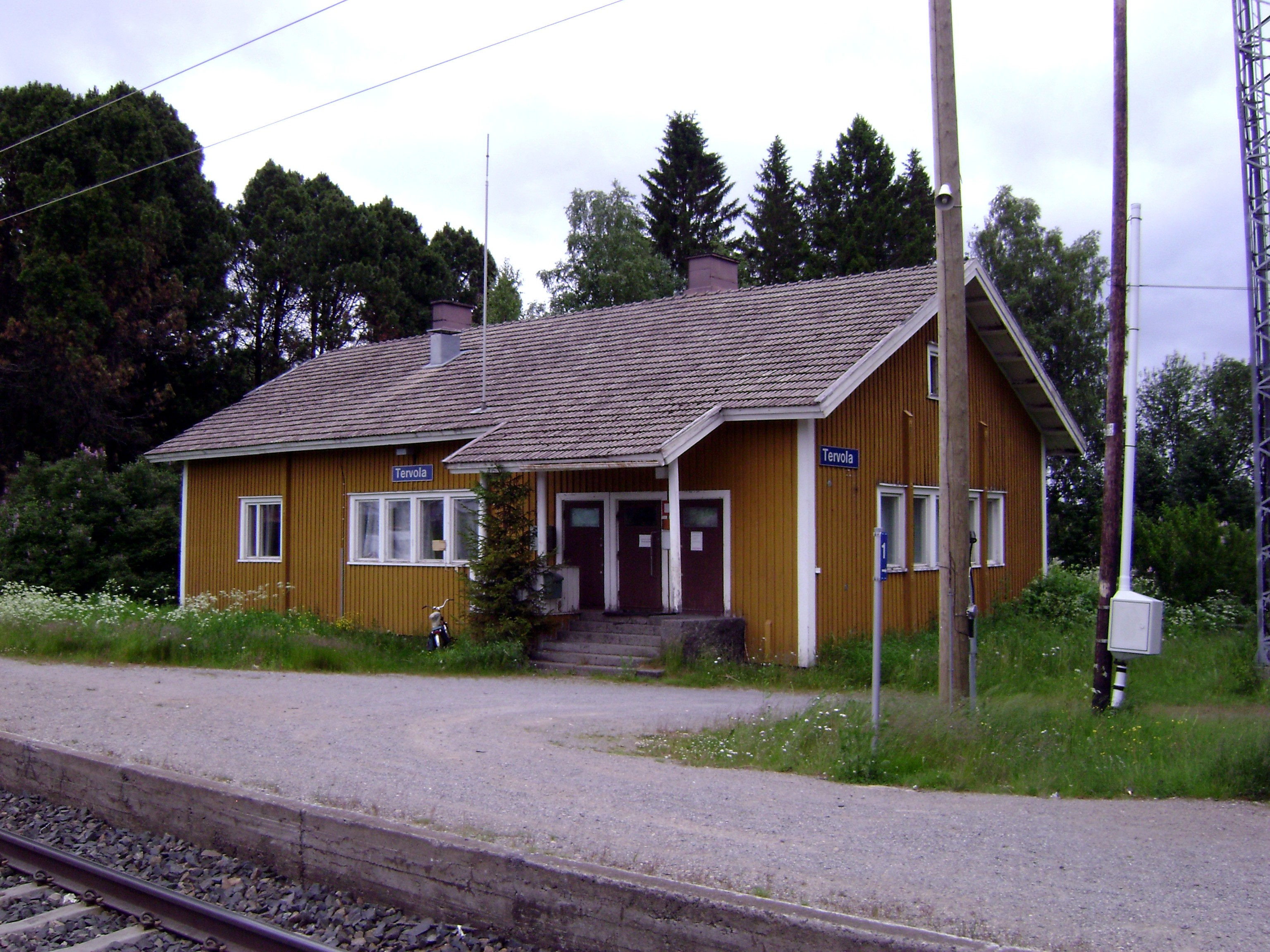
Estación de trenes en Tervola.
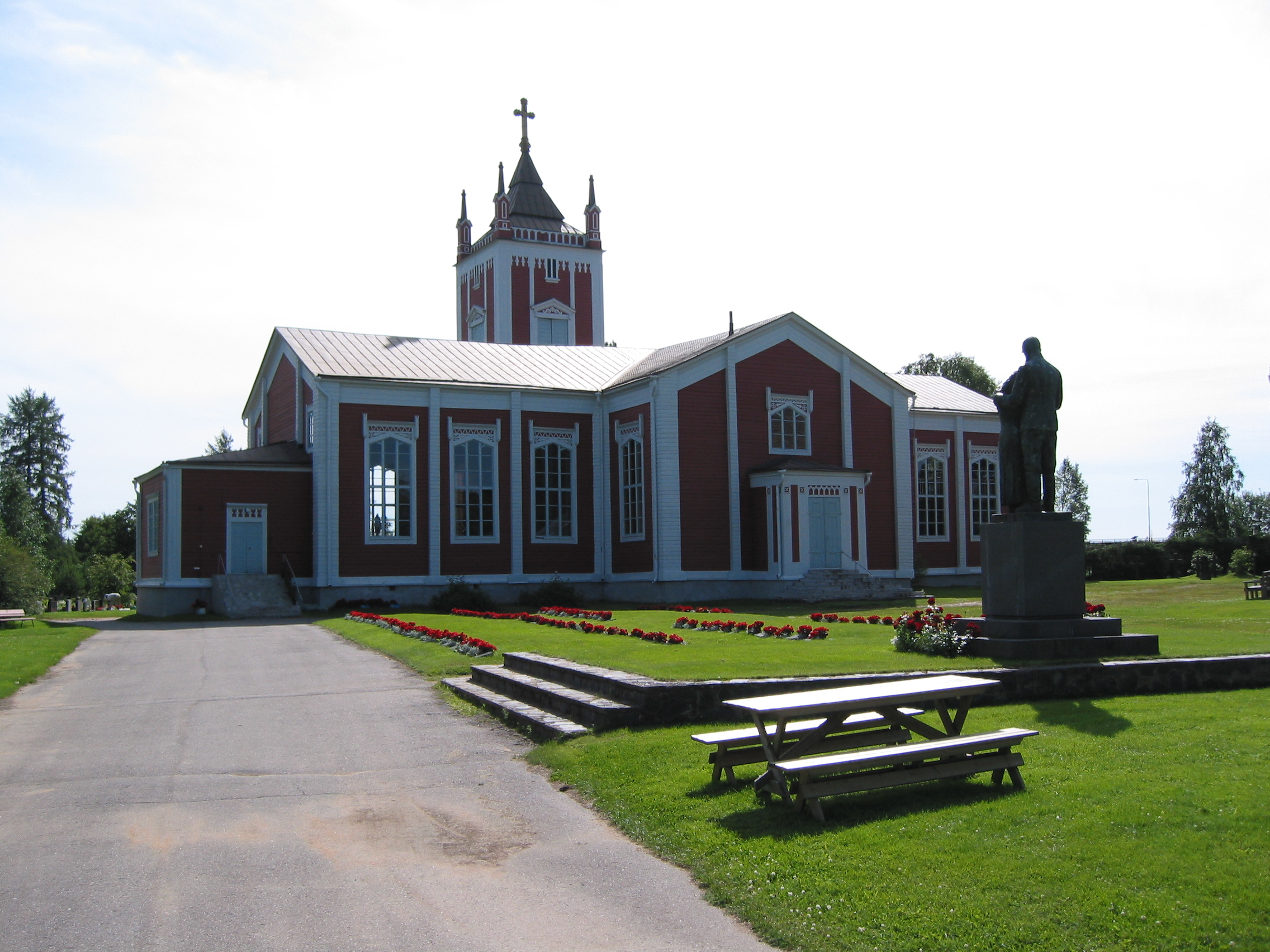
La nueva iglesia de Tervola.